# BDAmateur
Pour les articles homonymes, voir BDA.
 (septembre 2018).
Si vous disposez d'ouvrages ou d'articles de référence ou si vous connaissez des sites web de qualité traitant du thème abordé ici, merci de compléter l'article en donnant les références utiles à sa vérifiabilité et en les liant à la section « Notes et références ».
Le site BDAmateur (BDA), créé en 1998, est une « entreprise » bénévole à but non lucratif. Il a été fondé par Jean-Marc Hug alias Tube, de Suisse, et Frank Rideau, du Québec.
Au mois de janvier 2007, BDAmateur compte un peu moins de 1 000 membres pour 4 000 visiteurs par mois et environ 2 500 pages de bandes dessinées publiées.
L'objectif du site BDAmateur.com est d'offrir aux dessinateurs et scénaristes amateurs la possibilité de diffuser leurs travaux sur internet et de faire partie d'une association virtuelle leur permettant d'échanger avec d'autres sur leur centre d'intérêt. 

## Activités
Parmi les activités que l'on retrouve sur bda, on peut notamment citer :
- les cadavres exquis
- les « petits jeux » (un scénario court est proposé et tous les dessinateurs qui le souhaitent, l'adaptent)
- le « dessin de la semaine »
- les « actions spéciales »

Des activités sont aussi organisées « dans la vraie vie » :
- rencontre entre membres dans une grande ville
- création de fanzines

## Historique
(septembre 2018).

### 1997
Le 23 décembre 1997, l'idée de créer un site de BD amateur sur le forum de BDParadisio est lancée par Tube, Kurdy, Frank Rideau, André Lemire et Labe qui cherchaient un moyen pour montrer et critiquer leurs planches de BD.

### 1998
En Janvier 1998 , un premier site est hébergé par Eric2 (euroBD.com).
En Avril 1998,  Tube met les mains entreprend la construction d'un site plus élaboré assisté de Frank Rideau. Le lancement officiel du site www.bdamateur.com en 20 mai 1998. En Juillet 1998, tous les 3 mois, un thème est suggéré aux dessinateurs qui peuvent alors envoyer leurs dessins sur ledit thème. En Septembre 1998, SwaN remporte le concours pour un nouveau logo et BenBK celui pour un nouveau fond d'écran.
Le site BDA passe à la télévision québécoise l'émission Monsieur Net au canal MusiquePlus à la fin de l'année 1998

### 1999
- Début 1999 : Plusieurs modifications au site qui déménage sur le serveur gratuit le-village.com. 2 mois plus tard, le serveur le-village.com est racheté par Ifrance.com, qui n'offre plus l'espace illimité.
- Mai 1999 : ARo, qui jouera un rôle important dans les futurs développements graphiques du site, se joint au BDA. Le site obtient 4 étoiles sur 5 dans le no 7 de la revue Guide Internet.
- Fin 1999 : Victor est nommé rédacteur en chef d'un fanzine assisté entre autres de Frank, Tube, JiF, SwaN et André Lemire. Ce premier projet n'aboutira pas.

### 2000
- Début 2000 : ARo, Vicks et Frank reprennent l'idée du fanzine mais avec un concept plus modeste à distribution locale.
- 21 mars 2000 : Lancement du fanzine Kessé? qui publiera plusieurs membres des BDAmateurs pendant 5 numéro.
- Avril 2000 : Vicks et Frank représentent le site des BDAmateurs au Festival International de la BD francophone du Québec.
- Juin 2000 : Le fanzine organise un concours parmi les BDA. Le gagnant sera publié en couleur dans le no 2. Parmi le jury, Cath et Alex de BDParadisio, Morti, Eric2, Christian Mariavelle et Michel Pleau de BDQuébec. Les gagnants : Spine et Kergan.

### 2001
- Début 2001 : Le site compte plus de 50 membres.
- Été 2001 : Le fanzine Kessé? cesse ses activités, ayant publié 2 histoires complètes en série à suivre Miss Dynamite de Sirkowski et Ma Vie Future de Labe.
- Fin 2001 : Mise en ligne de la nouvelle version en ASP sur l'hébergeur Phidji : Pat Frenette à la programmation, ARo à la conception graphique, Édito de Frank Rideau.

### 2002
- Février 2002 : Le site est élu meilleur dans sa catégorie par bonweb.com.
- Mai 2002 : Premier édito signé par Les Gurus (symbolisant l'équipe d'administration du site)
- 20 mai 2002 : Première Rencontre de BDA à Paris (FRANCE).
- Novembre 2002 : Nouvel édito des Gurus, mention de ChacalProd et Fourmi comme des partenaires actifs de BDA.

### 2003
Entre Février et Mars 2003, édito des Gurus avec mention des Nuits BD et des Actions Spéciales.
En Mai 2003, édito d'Antoine Corriveau à l'occasion du décès de Nairolf.

### 2004
Le 30 mars 2004 une nouvelle version de BDA est lancée sur le serveur de l'hébergeur alternatif Creamen. La nouvelle version du site (en PHP et MySQL) propose des fonctionnalités comme : possibilité de laisser des commentaires sous les planches des dessinateurs, possibilité pour les scénaristes et les dessinateurs de s'associer virtuellement le temps d'une ou plusieurs collaboration, page d'accueil dynamique sur le site, administration du site simplifiée.

### 2008
En Juin 2008 , un problème matériel pousse BDAmateur.com à changer d'hébergeur (partage d'un serveur dédié chez OVH).

## Membres remarquables
Des artistes, maintenant devenus « professionnels », comme Martin Vidberg (Everland), Ian Dairin, Nelson Castillo, Moutch, Carlospop, Mickaël Roux, Zviane, CMax, Iris, Laurel, le coloriste Benoît Bekaert (BenBK) ou le scénariste Alcante ont fait partie de cette communauté et progressé grâce à elle, la plupart y ayant fait leurs véritables débuts[réf. nécessaire].
L'auteur et musicien Antoine Corriveau et l'auteur Remedium ont longuement fait partie des modérateurs/administrateurs du site[réf. nécessaire].

## Site
Lieu où les œuvres sont exposées. Des dessinateurs ou scénaristes peuvent y afficher leurs planches ou scénarios. 

## Forum
Lieu de rencontre et d'échanges où discutent scénaristes, coloristes, dessinateurs et éditeurs. 